# Кастелфорте (Лече)
Кастелфорте (итал. Castelforte) је насеље у Италији у округу Лече, региону Апулија.
Према процени из 2011. у насељу је живело 95 становника. Насеље се налази на надморској висини од 84 м.